# 3차원 스캐닝

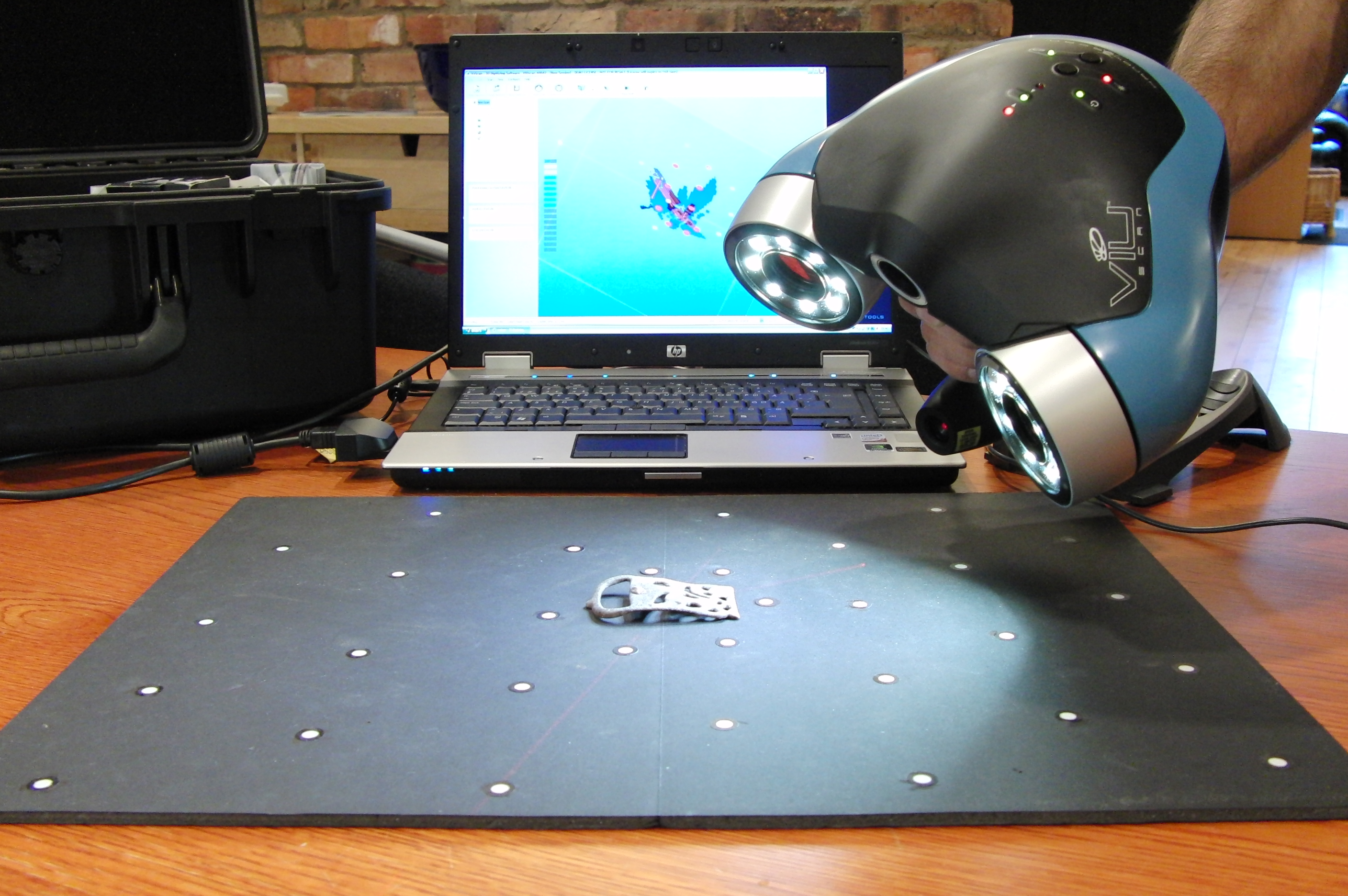
휴대용 VIUscan 3D 레이저 스캐너를 사용하여 바이킹 벨트 버클의 3D 모델을 만드는 모습

3차원 스캐닝(3D scanning)은 실제 물체나 환경을 분석하여 모양과 모양(예: 색상)에 대한 3차원 데이터를 수집하는 프로세스이다. 수집된 데이터는 디지털 3차원 모델을 구성하는 데 사용될 수 있다.
3차원 스캐너(3D scanner)는 다양한 기술을 기반으로 할 수 있으며 각 기술에는 고유한 한계, 장점 및 비용이 있다. 디지털화할 수 있는 객체의 종류에는 여전히 많은 제한이 있다. 예를 들어, 광학 기술은 어둡거나 반짝이거나 반사되거나 투명한 물체에 대해 많은 어려움을 겪을 수 있다. 예를 들어, 산업용 컴퓨터 단층 촬영 스캐닝, 구조광 3차원 스캐너, 라이다(LiDAR) 및 타임 오브 플라이트(Time Of Flight) 3차원 스캐너를 사용하면 파괴 테스트 없이 디지털 3차원 모델을 구축할 수 있다.
수집된 3차원 데이터는 다양한 애플리케이션에 유용한다. 이러한 장치는 엔터테인먼트 산업에서 가상 현실을 포함한 영화 및 비디오 게임 제작에 광범위하게 사용된다. 이 기술의 다른 일반적인 응용 분야에는 증강 현실, 모션 캡처, 제스처 인식, 로봇 매핑, 산업 디자인, 보조기 및 보철물, 리버스 엔지니어링 및 프로토타입 제작, 품질 관리/검사 및 문화 유물의 디지털화가 포함된다.

## 소프트웨어
이미지나 센서로부터 데이터를 가져오기 위해 여러 소프트웨어 패키지가 사용된다. 저명한 소프트웨어 패키지는 아래와 같다:
- 메시랩
- 스케치업

## 같이 보기
- 3차원 컴퓨터 그래픽스
- 3차원 인쇄
- 깊이 지도
- 디지털화
- 전신 스캐너
- 라이트 필드 카메라
- 사진측량
- 원격탐사
- 싱기버스